# Laffrey
Laffrey és un municipi de França situat al departament de la Isèra i la regió d'Alvèrnia-Roine-Alps.